# Giacomo Bezzi

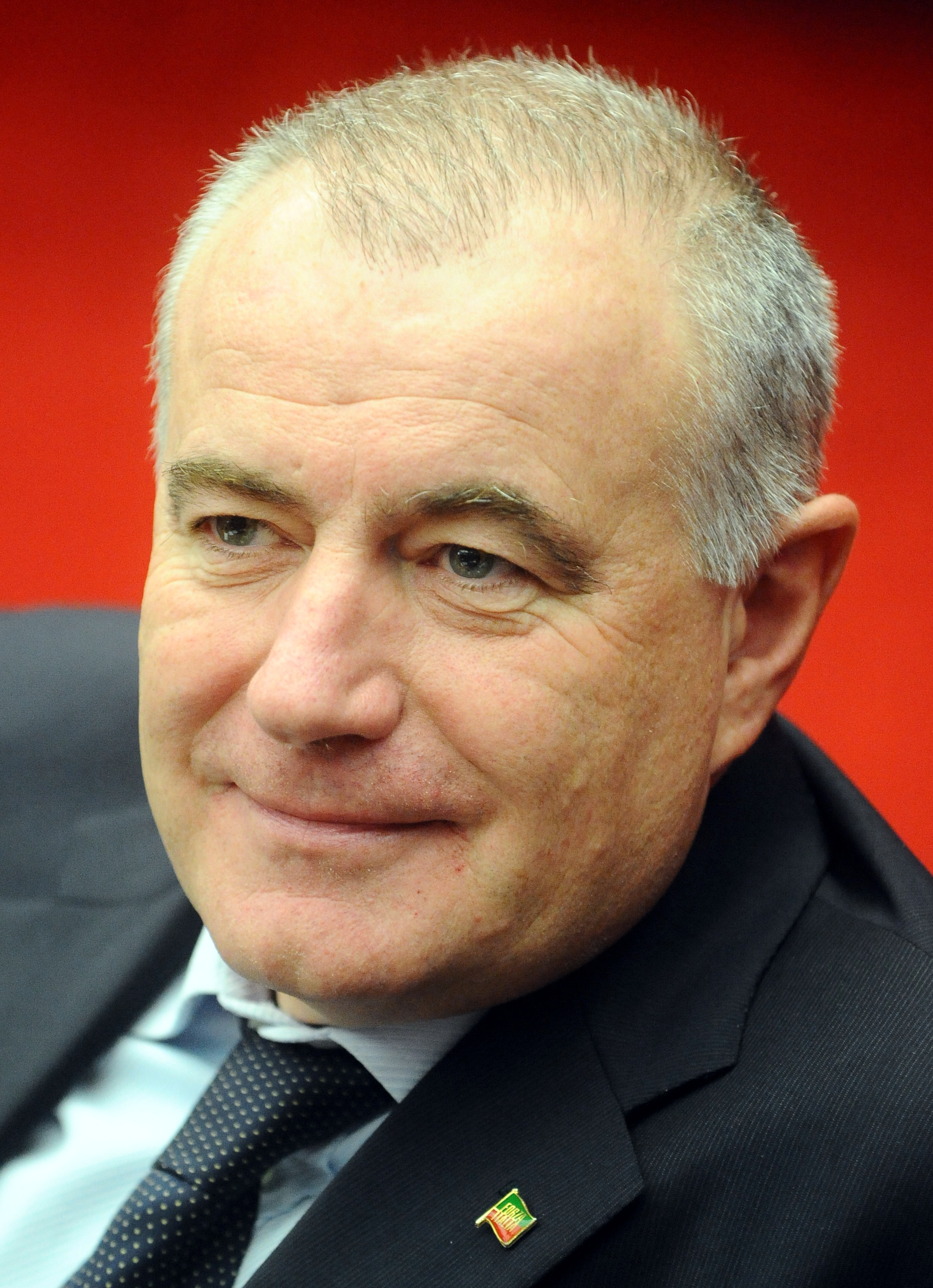
Giacomo Bezzi, 2013

Giacomo Bezzi (* 17. Juni 1963 in Cles, Trentino) ist ein italienischer Politiker (Unione di Centro UdC). Von 2006 bis 2008 war er Abgeordneter des italienischen Abgeordnetenhauses und von 2013 bis 2018 Mitglied des Trentiner Landtags.

## Politische Karriere
Der Geodät und Bauunternehmer Bezzi war von 1995 bis 2003 Bürgermeister von Ossana. Von 1999 bis 2001 stand er der Ferrovia Trento-Malè-Marilleva vor. 2002 gründete er in Ossana die Fondazione San Vigilio, deren Vorsitzender er bis heute ist.
Bei den italienischen Parlamentswahlen 2001 trat er erfolglos auf der Liste Abolizione Scorporo an, an der neben dem Mitte-rechts-Bündnis Casa delle Libertà auch die Trentiner Regionalpartei PATT hervorging. Bis 2003 war er Segretario des PATT. Bei der Landtagswahl im Trentino 2003 konnte er in den Trentiner Landtag einziehen und wurde zu dessen Präsident gewählt. Bei den italienischen Parlamentswahlen 2006 gelang ihm auf der gemeinsamen Liste mit der Südtiroler Volkspartei der Einzug in das Abgeordnetenhaus. Dort war er der erste Abgeordnete des PATT.
Am 23. Januar 2008 versagte er der Regierung Prodi das Vertrauen, nachdem Fraktionsvorsitzender Siegfried Brugger die Unterstützung durch die SVP- und PATT-Abgeordneten zugesagt hatte. Dies führte zu größerem Aufsehen und letztendlich auch zu seinem Parteiausschluss.
Er wechselte zu Berlusconis Popolo della Libertà (PdL) und trat bei den Parlamentswahlen 2013 als gemeinsamer Kandidat des PdL und der Lega Nord im Senatswahlkreis Trient an, verlor aber gegen den Kandidaten des PATT, Franco Panizza. Bei der Landtagswahl 2013 war er Kandidat von Forza Trentino für das Amt des Trentiner Landeshauptmanns, scheiterte aber mit nur 4,27 % der Stimmen deutlich. Immerhin gelang ihm der Einzug in den Landtag, insgesamt fuhr das zersplitterte Mitte-rechts-Lager jedoch eine deutliche Niederlage ein.
Im August 2018 verließ Bezzi wegen Meinungsverschiedenheiten mit Michaela Biancofiore von Forza Italia die Partei und kandidierte für die Unione di Centro für die Landtagswahlen 2018. Trotz des Sieges des Mitte-rechts-Lagers und der meisten erhaltenen Stimmen in der UdC, schaffte Bezzi nicht den Wiedereinzug in den Trentiner Landtag.